# Milan Čuda
Milan Čuda (ps. Dědeček, ur. 22 września 1939 w Pradze) – czeski siatkarz, medalista igrzysk olimpijskich.

## Życiorys
Čuda w reprezentacji Czechosłowacji występował w latach 1961-1965. Reprezentował swój kraj na igrzyskach 1964 odbywających się w Tokio. Zagrał w dwóch z dziewięciu meczów, po których drużyna czechosłowackich siatkarzy zajęła drugie miejsce w turnieju.
Čuda grał w klubach RH Praha (tytuł mistrzowski w 1966) i Škoda České Budějovice (puchar Czechosłowacji w 1972).
W latach 1980–1992 był asystentem trenera Pavela Peški w drużynie juniorów Škody České Budějovice, z którym wywalczył kilka tytuł krajowych. Od 1992 roku zajmował szereg stanowisk w klubie siatkarskim VK České Budějovice (sekretarz, później kierownik) i Czeskim Związku Siatkówki (w latach 1992-2004 członek zarządu).